# Sarrewerden
Sarrewerden település Franciaországban, Bas-Rhin megyében. Lakosainak száma 820 fő (2022. január 1.). Sarrewerden Burbach, Diedendorf, Harskirchen, Rimsdorf, Sarre-Union és Wolfskirchen községekkel határos.

## Népesség
A település népessége az elmúlt években az alábbi módon változott:
| Lakosok száma | 900  | 860  | 876  | 848  | 842  | 837  | 831  | 827  | 820  |
|               | 2013 | 2015 | 2016 | 2017 | 2018 | 2019 | 2020 | 2021 | 2022 |